# John Lenczowski
John Lenczowski (ur. 20 lipca 1950 w Hamilton, Nowy Jork) – amerykański politolog polskiego pochodzenia, założyciel i prezes Instytutu Polityki Światowej (The Institute of World Politics) – niezależnej wyższej szkoły dyplomacji i bezpieczeństwa narodowego w Waszyngtonie.

## Życie zawodowe
Od 1981 do 1983 roku, służył w amerykańskim Departamencie Stanu (United States Department of State) jako specjalny doradca Podsekretarza ds. politycznych. Od 1983 do 1987 roku był dyrektorem ds. europejskich i sowieckich w Radzie Bezpieczeństwa Narodowego (National Security Council). W tym charakterze pracował jako główny doradca prezydenta Ronalda Reagana do spraw sowieckich. Brał udział w tworzeniu strategii politycznych, które pomogły w przyspieszeniu upadku imperium sowieckiego.
J. Lenczowski założył Instytut Polityki Światowej jako prywatną instytucję akademicką kształcącą słuchaczy w zakresie rządzenia państwem. W programie studiów znajdują się zajęcia z dyplomacji, strategii wojskowej, przywracania pokoju, wpływu postaw społecznych na tworzenie i realizację polityki zagranicznej. Wykłady obejmują również tematy: wywiad i kontrwywiad, bezpieczeństwo wewnętrzne, strategia gospodarcza i moralne przywództwo.

## Edukacja i afiliacje
Kształcił się w The Thacher School, zdobył stopień licencjata na Uniwersytecie Kalifornijskim w Berkeley (University of California, Berkeley), a tytuł magistra i doktora uzyskał na Uniwersytecie Johnsa Hopkinsa (Johns Hopkins University School of Advanced International Studies). Był związany z kilkoma instytucjami akademickimi i badawczymi, m.in. z Uniwersytetem Georgetown w Waszyngtonie (Georgetown University), Uniwersytetem Maryland (University of Maryland, College Park), American Enterprise Institute, Ethics and Public Policy Center, Radą Bezpieczeństwa Wewnątrzamerykańskiego i Międzynarodową Fundacją Wolności (International Freedom Foundation).

## Publikacje i współpraca z mediami
Jest autorem The Sources of Soviet Perestroika (Ashbrook Center, Ashland University, 1990), Soviet Perceptions of U.S. Foreign Policy (Cornell University Press, 1982) oraz innych licznych pism dotyczących polityki zagranicznej USA, dyplomacji publicznej, spraw radzieckich i rosyjskich, porównania ideologii, wywiadów i strategii. Jego artykuły były publikowane w The Wall Street Journal, The Washington Times i The Christian Science Monitor. Zeznawał przed Kongresem (w jakiej sprawie?) i pojawiał się w krajowych programach telewizyjnych, takich jak MacNeil-Lehrer Newshour, American Interests, Techno-Politics, Crossfire i TalkBack Live, Fox News Channel i C-SPAN.
Wystąpił w filmach dokumentalnych Warriors... In Their Own Words (2008), Towarzysz generał (2009), Ambasador Spasowski (2009), New Poland (2010) i Transformacja (2012).

## Życie osobiste
Jest synem Jerzego Lenczowskiego i Bronisławy z domu Szylkiewicz, ma brata Huberta. Żonaty, ma dwoje dzieci. Mieszka w Waszyngtonie.